# 206省道 (浙江省)
206省道，又称嘉善—余姚公路，是浙江省的一条省道，起点位于嘉善县陶庄镇（浙苏界），途经西塘镇、大云镇、平湖市钟埭街道、曹桥街道、乍浦镇、海盐县西塘桥街道、慈溪市庵东镇、周巷镇、余姚市兰江街道、绍兴市上虞区永和镇、余姚市梁弄镇，终点位于余姚市四明山镇，全长110公里，原为牧家桥—松溪公路，原编号14，起点位于杭州市临安区青山湖街道牧家桥，途经板桥镇、富阳区永昌镇，终点位于杭州市富阳区新登镇松溪，全长30.695公里:125。